# Synotaxus longicaudatus
Espèce
Synonymes
- Argyrodes longicaudatus Keyserling, 1891
- Synotaxus uncatus Simon, 1894

Synotaxus longicaudatus est une espèce d'araignées aranéomorphes de la famille des Synotaxidae.

## Distribution
Cette espèce est endémique du Brésil. Elle se rencontre dans les États du Paraná, de Rio de Janeiro et d'Espírito Santo.

## Description
Le mâle syntype mesure 3,4 mm et la femelle 8,2 mm.
Le mâle décrit par Exline et Levi en 1965 mesure 3,7 mm et la femelle 6,0 mm.

## Systématique et taxinomie
Cette espèce a été décrite sous le protonyme Argyrodes longicaudatus par Keyserling en 1891. Elle est placée dans le genre Synotaxus par Exline et Levi en 1965.
Synotaxus uncatus a été placée en synonymie par Exline et Levi en 1965.

## Publication originale
- Keyserling, 1891 : Die Spinnen Amerikas. Brasilianische Spinnen, Nürnberg, vol. 3, p. 1-278 (texte intégral).